# Штруксдорф
Штруксдорф (нем. Struxdorf) — община в Германии, в земле Шлезвиг-Гольштейн. 
Входит в состав района Шлезвиг-Фленсбург. Подчиняется управлению Зюдангельн.  Население составляет 653 человека (на 31 декабря 2010 года). Занимает площадь 13,39 км².